# Mike Knox
Michael Hettinga (né le 17 juillet 1978 à Phoenix, Arizona) est un  catcheur (lutteur professionnel) américain plus connu sous le nom de Mike Knox.

## Carrière

### Impact Zone Wrestling (2002 - 2005)
Mike Knox, sous la gouverne et les conseils de "Navajo Warrior" Steve Islas, fait ses débuts à la Impact Zone Wrestling en 2002. Là, il remportera 2 fois le titre poids-lourd de la IZW et une fois le titre par équipe avec Derek Neikirk.

### ECW (2005 - 2008)
Il signe un contrat de développement avec la WWE en 2005 et fait quelques apparitions à la WWE, dont une apparition des plus controversées[Par qui ?] en tant qu’un des 5 « terroristes » de Muhammad Hassan qui attaqueront l’Undertaker après son combat avec Daivari.
Lorsque la WWE lance sa nouvelle division ECW, Knox devient un membre officiel du roster. Il débute le 20 juin sur Sci-Fi en intervenant dans un segment de striptease de la Diva Kelly Kelly.
Lors de son premier combat, la semaine suivante, il affronte et bat Danny Doring, avec Kelly qui lui sert de valet. Il formera ensuite brièvement une équipe avec Test face à CM Punk. Punk remportera tous les combats de cette rivalité.
Il fait ses débuts pay-per-view lors des Survivor Series 2006, quand il est choisi par Edge et Randy Orton comme membre de l’équipe Rated-RKO face à Team DX. Il sera le premier lutteur de son équipe éliminé.
Lors de son deuxième PPV, December to Dismember, il abandonnera Kelly Kelly devant Kevin Thorn et Ariel, et mettra fin à leur duo la semaine suivante à ECW.

### RAW (2008-2009)
Il participe à l'Elimination Chamber de RAW à No Way Out 2009 où le titre de WWE World Heavyweight Championship de John Cena est en jeu, il malmène ses 2 opposants (Mysterio & Jericho) pendant toute sa période de combat mais est le deuxième éliminé, par Chris Jericho. Le 2 mars, il perd dans un match triple menace auquel participaient Kane et Rey Mysterio, c'est Kane qui gagne et se qualifie pour le Money In The Bank à WrestleMania XXV.

### SmackDown (2009-2010)
Le 15 avril, il est drafté à SmackDown où lors de son premier match, le 8 mai, il bat R-Truth. Il entre en rivalité avec Kane pendant tout le mois de décembre. Kane gagne tous les matchs. Il rentre ensuite dans une rivalité avec Fit Finlay. Lors de Superstars Mike Knox participe à un match triple menace contre Finlay et Dolph Ziggler pour désigner le challenger au titre de Champion intercontinental de la WWE, mais perd le match. La fin de la rivalité entre Finlay et lui se termine dans un Belfast Brawl remporté par Finlay.

### Circuit Indépendant (2010-2012)
Doc et Knux gagnent les RCW Tag Team Championship le 10 juin 2013, ils perdent leur titres le 7 septembre 2013 contre Hernandez et Michael Faith.

### House of Hardcore (2012)
Lors de Debut Show, il perd contre Carlito dans un match qui comprenait aussi Tommy Dreamer et ne remporte pas le FWE Heavyweight Championship.

### Total Nonstop Action Wrestling  (2012-2015)

#### Début à la TNA (2012)
En mai 2012 Knox a participé à un Dark Match pour la Total Nonstop Action Wrestling contre Devon.

#### Aces & Eights (2012-2013)
Lors d'iMPACT Wrestling du 3 janvier 2013 il est révélé être un membre des Aces & Eights. Lors de Final Resolution, il perd avec Devon, DOC et CJ O'Doyle contre Garett Bischoff, Kurt Angle, Samoa Joe et Wes Brisco.Lors de Impact Wrestling du 3 janvier 2013 à la suite d'un tag team match en Steel Cage, Knux a été révélé être un membre de Aces & Eights après avoir été démasqué par Kurt Angle.Lors de Impact Wrestling du 10 janvier, il perd contre Sting.Lors de Lockdown, il perd avec Devon, DOC, Garett Bischoff et Mr. Anderson contre Team TNA (Eric Young, James Storm, Magnus, Samoa Joe et Sting). Lors de Turning Point, Bully Ray perd contre Mr. Anderson et provoque la dissolution du clan.

#### The Menagerie et Départ (2014-2015)
En Mars 2014, Knux commencé une nouvelle histoire où il retourne dans sa ville natale de ravagée par les inondations avec le carnaval de son père ayant été ruinée et la relation avec son père aigri parce Knux n'a pas l'intention de suivre les traces de son père et de posséder le carnaval de famille exploité, ainsi que sa récupération. Le mois suivant, Knux a lancé sa nouvelle écurie appelée The Menagerie, composé de lui-même, Rebel, Crazzy Steve et The Freak. Le 8 mai à Impact Wrestling, il bat Kazarian. 
Le 19 mai, Knux quitte la TNA.

## Palmarès
- Mike Knox sur le ring face à Jamie Noble, en novembre 2008.American Pro Wrestling Alliance

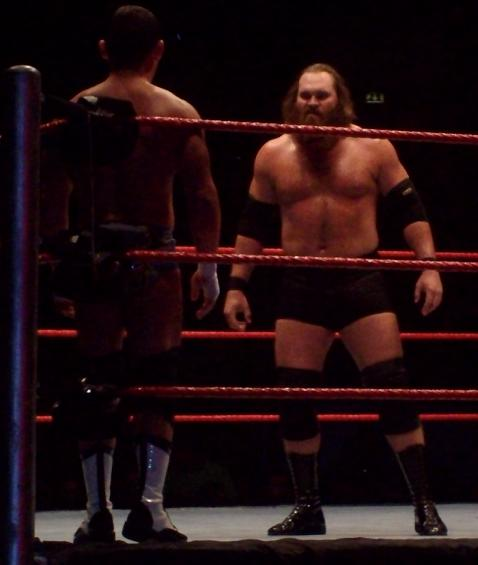
Mike Knox sur le ring face à Jamie Noble, en novembre 2008.

  - 1 fois APWA Hardcore Cup Champion
  - 1 fois APWA World Tag Team Championship avec DOC

- River City Wrestling
  - 1 fois RCW Tag Team Championship avec DOC[14]

- Deep South Wrestling
  - 1 fois DSW World Tag Team Champion avec Derek Neikirk[15]

- Impact Zone Wrestling
  - 2 fois IZW Heavyweight Champion[3]
  - 1 fois IZW World Tag Team Champion avec Derek Neikirk[3]

### Classement de magazines
- Pro Wrestling Illustrated

| Année     | 2002 | 2003 | 2004 - 2005 | 2006 | 2007 | 2008 | 2009 | 2010 | 2011 - 2012 | 2013 |
| Rang      | 487  | 476  | -           | 140  | 220  | 151  | 87   | 214  | -           | 132  |
| Référence |      |      |             |      |      |      |      |      |             |      |